# Abarema cochliocarpos
Abarema cochliocarpos är en ärtväxtart som först beskrevs av Bernardino António Gomes, och fick sitt nu gällande namn av Rupert Charles Barneby och James Walter Grimes. Abarema cochliocarpos ingår i släktet Abarema och familjen ärtväxter. Inga underarter finns listade i Catalogue of Life.